# 博戈斯洛夫島
博戈斯洛夫島（英語：Bogoslof Island）是美國一座火山島，位於白令海海域，烏納拉斯卡島西北方56（35英里）處，屬於福克斯群島的一部分。該島由阿拉斯加州負責管轄，長1.75（1.09英里）、寬0.048（0.030英里），面積0.68平方（170英畝），海底火山從海床上升1,800（5,900英尺），但從海平面到最高點只露出150公尺，目前島上無人居住。

## 歷史
博戈斯洛夫島成形可追溯至1796年。從那時起，島嶼的一部分開始被連續受到造山和侵蝕等作用影響。該島目前是海鳥、海豹和海獅的繁殖地。估計有9萬隻花魁鳥、海鳩、紅腳三趾鷗、海鷗等海鳥在此棲息。
1909年，美國總統西奧多·羅斯福指定博戈斯洛夫島與鄰近的法爾島為海獅與海鳥的避難所。博戈斯洛夫島與法爾島在20世紀時一同被規劃為博戈斯洛夫島野生保護區，並納入阿拉斯加國家海洋野生動物保護區管理。1967年11月，博戈斯洛夫島被美國國家公園管理局指定為國家自然地標。博戈斯洛夫島與其周邊島嶼另在1970年被歸入國家荒野保護系統中。

## 火山活動
博戈斯洛夫島從水面下出現可追溯至1796年一次水下火山噴發。1883年，博戈斯洛夫島西北方610（2,000英尺）處海底一海底火山噴發，形成現今的法爾島。博戈斯洛夫島西南方的城堡岩（Castle Rock）則於1796年另一次火山噴發形成。該處其餘有紀錄的噴發時間為1796年-1804年、1806年-1823年、1883年-1895年、1906年、1907年、1909年-1910年、1926年-1928年、1992年等。
2016年12月20日，博戈斯洛夫島發生一系列的火山噴發，產生了10公里高的火山灰雲並伴隨著火山閃電，且改變了該島的地貌。由於在島上沒有架設監視器或監控站，該區域在噴發時間通常是陰暗地，無法確定當時的細節。在天氣許可下，確認這次噴發造成該島分裂成二部分，島上東北方一處海灘附近可觀察到一泡發後造成的小型火山口，並於東北方形成了一個新的小島嶼。直至2017年3月7日為止，該島火山仍有數次不同規模地噴發。

## 照片集
|  |  |  |

## 外部連結
- Volcanoes of the Alaska Peninsula and Aleutian Islands-Selected Photographs（页面存档备份，存于）
- Bogoslof Island: Block 1069, Census Tract 1, Aleutians West Census Area, Alaska United States Census Bureau